# Élections législatives de 1946 aux îles Féroé
 (novembre 2024).
Si vous disposez d'ouvrages ou d'articles de référence ou si vous connaissez des sites web de qualité traitant du thème abordé ici, merci de compléter l'article en donnant les références utiles à sa vérifiabilité et en les liant à la section « Notes et références ».
Les élections générales féroïennes se sont tenues le 8 novembre 1946. Ces élections ont été marquées par la victoire du Parti du peuple qui obtient 8 des 18 sièges composant le Løgting.

## Résultats
Les résultats sont les suivants :
| Parti | Parti                  | Voix   | %     | +/-        | Sièges | +/-        |
| ----- | ---------------------- | ------ | ----- | ---------- | ------ | ---------- |
|       | Parti du peuple        | 5 396  | 40,92 | 2,5        | 8      | 3          |
|       | Parti de l'union       | 3 783  | 28,69 | 4,3        | 6      | stagnation |
|       | Parti social-démocrate | 3 705  | 28,10 | 5,3        | 4      | 2          |
|       | Indépendants           | 302    | 2,29  | 2,3        | 0      | stagnation |
| Total | Total                  | 13 186 | 100   | stagnation | 18     | 7          |